# Bismarckmonarch
De bismarckmonarch (Myiagra eichhorni) is een zangvogel uit de familie Monarchidae (Monarchen). Deze vogel is genoemd naar zijn ontdekker, de Australische verzamelaar Albert F. Eichhorn (1868-1933).

## Verspreiding en leefgebied
Deze soort is endemisch in de Bismarck-archipel en telt twee ondersoorten:
- M. e. eichhorni: Lavongai, Nieuw-Ierland en Nieuw-Brittannië.
- M. e. cervinicolor (dyaulmonarch): Dyaul.

## Status
De grootte van de populatie is niet gekwantificeerd maar de soort wordt omschreven als waarschijnlijk plaatselijk vrij algemeen. Op de Rode lijst van de IUCN heeft deze soort de status niet bedreigd.